# Банда-Маджа
Банда-Маджа (фр. Banda Madja) — деревня в Чаде, расположенная на территории региона Гера.

## Географическое положение
Деревня находится на юге центральной части Чада, к западу от заповедника Абу-Тельфан, на высоте 508 метров над уровнем моря.
Населённый пункт расположен на расстоянии приблизительно 375 километров к востоку от столицы страны Нджамены.

## Климат
Климат деревни характеризуется как полупустынный жаркий (BSh в классификации климатов Кёппена). Среднегодовая температура воздуха составляет 29,3 °C. Средняя температура самого холодного месяца (января) составляет 25,9 °С, самого жаркого месяца (апреля) — 34 °С. Расчётная многолетняя норма осадков — 645 мм. В течение года количество осадков распределено неравномерно, основная их масса выпадает в период с мая по октябрь. Наибольшее количество осадков выпадает в августе (230 мм).

## Транспорт
Ближайший аэропорт расположен в городе Монго.